# Visby
Visby (švedsko: [ˈvǐːsbʏ] ) je urbano območje na Švedskem in sedež občine Gotland v okrožju Gotland na otoku Gotland, ki je imelo leta 2017 24.330 prebivalcev. Visby je tudi škofijski sedež Visbyjske škofije. Hanzeatsko mesto Visby je verjetno najbolje ohranjeno srednjeveško mesto v Skandinaviji in je od leta 1995 na seznamu svetovne dediščine Unesca. Med najpomembnejšimi zgodovinskimi ostanki sta 3,4 km dolgo mestno obzidje, ki obdaja mestno središče, in številne ruševine cerkva. Propad hanzeatskega mesta v poznem srednjem veku je bil vzrok, da so se številne kamnite hiše ohranile v svojem prvotnem srednjeveškem slogu.
Visby je poleti priljubljena počitniška destinacija za Skandinavce in vsako leto sprejme na tisoče turistov. Je daleč najbolj naseljen švedski kraj zunaj celinske Švedske. Univerza Gotland je v Visbyju in je od 1. julija 2013 del Univerze Uppsala pod imenom Univerza Uppsala – kampus Gotland. Visby je tudi edino središče okrožja na Švedskem, ki je s celine dostopno le z ladjo in po zraku.
Med pomembne letne dogodke v Visbyju spada letni politični forum Almedalen Week.

## Etimologija
Ime Visby izvira iz staronorveške besede Vis (genitiv ednine Vi), ki pomeni '(poganski) kraj žrtvovanja', in besede by, ki pomeni 'vas'. V Gutasagi (sredi 14. stoletja) se kraj imenuje le Wi, kar pomeni »sveti kraj, kraj čaščenja«.
Visby se včasih imenuje »Mesto vrtnic« ali »Mesto ruševin«.

## Zgodovina
Najstarejša zgodovina Visbyja je negotova, vendar je znano, da je bil središče trgovanja okoli leta 900 n. št. Naseljen je bil že v kameni dobi, verjetno zaradi dostopa do sladke vode in naravnega pristanišča. Najstarejše najdbe na mestu današnjega Visbyja so tisto, kar so interpretirali kot »obmorske koče«, z metodo radiokarbonskega datiranja pa so določili v 7.–9. stoletje n. št.
V 12. stoletju je bila zgrajena Visbyjska stolnica, posvečena sveti Mariji. V 13. stoletju je bila preoblikovana v sedanjo podobo in jo je leta 1225 uradno odprl škof švedskega mesta Linköping (na regionalnem zemljevidu). V naslednjih stoletjih je bilo zgrajenih tudi več drugih cerkva. Mesto je cvetelo po zaslugi nemške Hanzeatske lige.
Dela na obzidju so se verjetno začela v 12. stoletju. Okoli leta 1300 je bilo obnovljeno do sedanje višine in je dobilo značilne stolpe, čeprav so bili nekateri stolpi zgrajeni šele v 15. stoletju. Obzidje je še vedno večinoma nedotaknjeno.
V prvi polovici 14. stoletja (1300–1350) je bil Visby na vrhuncu svojega bogastva in vpliva, v tem času pa so bili verjetno razglašeni Visbyjevi zakoni, sklop pomorskih zakonov, ki so imeli širok vpliv v Baltiku in drugod.
Leta 1361 je Gotland osvojil Valdemar IV. Danski. V bitki pred mestom je bilo ubitih 1800 Gotlandčanov. Valdemar je podrl del obzidja, postavil tri ogromne pivske sode in zagrozil, da bo svoje može poslal plenit mesto, če ne bodo napolnili srebra in zlata. Mestni očetje Visbyja so zahtevo izpolnili in cerkvam odvzeli dragocenosti. Valdemar je na svoj seznam nazivov dodal še 'kralj Gotlanda'. Njegovo ravnanje z Visbyjem, članom Hanzeatske lige, je to ligo spodbudilo k vojni z Dansko; vendar je Valdemar kljub različnim koncesijam Visby ohranil kot dansko mesto.
Leta 1391, 1394 in 1398 so ga zavzeli in oropali bratje Victual, pirati, ki so pluli po Baltskem morju. Vpadljiva vojska tevtonskih vitezov je leta 1398 osvojila Gotland, uničila Visby in izgnala brate Victual. Leta 1409 je veliki mojster tevtonskih vitezov Ulrich von Jungingen zagotovil mir s Kalmarsko unijo Skandinavije, tako da je otok Gotland prodal kraljici Margareti Danski, Norveški in Švedski.
Leta 1411 je norveški, danski in švedski kralj Erik Pomeranski dal zgraditi grad Visborg in se tam naselil 12 let, v katerih je mesto praktično postalo gusarsko gnezdo, trgovina pa se je ustavila. Leta 1470 je Hanzeatska liga Visbyju preklicala status hanzeatskega mesta.
Leta 1525 je prišel zadnji udarec. V danskem prestolonasledniškem sporu je Lübeck, svobodno cesarsko mesto Svetega rimskega cesarstva in vodilna članica Hanzeatske lige, podpiral Friderika I., medtem ko se je Søren Norby, danski guverner Gotlanda, boril za Kristijana II., tudi po Kristijanovem uradnem odstopu leta 1523. Medtem ko se je Norby vojaško boril na Švedskem, so Lübeckerjani uspešno napadli Visby in mesto požgali. V nasprotju s splošnim prepričanjem je sprva več cerkva preživelo. Cerkve sv. Jakoba (ki je bila že prej zaprta), sv. Nikolaja in sv. Gertrude je izropala lübeckška vojska. Z reformacijo so bile zaprte vse cerkve razen sv. Janeza, ki je postala mestna župnija. Leta 1528 so meščani Visbyja izropali cerkev Svete Trojice oziroma cerkev našega Gospoda (švedsko Drottens kyrka) v maščevanje za plenjenje njihovega mesta. V letih 1533–34 je novi danski guverner Henrik Nielsen Rosenkrantz porušil cerkvi sv. Janeza in sv. Petra, da bi izboljšal obrambo svojega gradu Visborgs. Stolnica sv. Marije je ostala zadnja delujoča cerkev in postala nova mestna župnija.
Gotland je bil leta 1645 po 300 letih danske vladavine s pogodbo iz Brömsebra ponovno prevzet v švedsko posest. Mesto se je razvijalo počasi, saj je ostalo tako, kot je bilo. Sredi 18. stoletja so švedski vladni uradniki po kugi zmanjšali število prebivalcev Visbyja, vendar je bilo doseženega le malo. Šele v začetku 19. stoletja je Visby ponovno privabil trgovino in pristaniško industrijo. Hkrati – leta 1808 – je Gotland osvojila Rusija, a so ga Švedi po le nekaj mesecih mirno prevzeli nazaj.

## Geografija
Visby je ime kraja ali mesta, pa tudi ime širšega območja, ki ga obdaja, Visby socken. Leta 1936 je bil socken vključen v novo ustanovljeno okrožje Visby (mesto Visby), edino naselje s statusom zgodovinskega mesta na Gotlandu. Visby socken obsega isto območje kot upravno okrožje Visby, ustanovljeno 1. januarja 2016. Od leta 2019 Visbyjska stolnica, cerkev Visborg in cerkev Terra Nova v Visbyju pripadajo župniji stolnice Visby (Visby Domkyrkoförsamling). Visby je tudi edino občinsko središče Švedske, ki je s celine dostopno le z ladjo in zračnim prometom.
Visby leži na osrednji zahodni obali otoka Gotlanda, na precej strmih pobočjih apnenčastih pečin, ki obdajajo prvo naravno pristanišče. Mesto se je razvilo okoli srednjeveškega pristanišča, ki danes predstavlja park Almedalen. Dolge ulice potekajo vzporedno s staro obalo, krajše ulice pa se od njih raztezajo naravnost v ravnem kotu. Vodijo iz pristanišča in po pobočju navzgor do vzhodnega višjega dela mesta, znanega kot Klinten.
Stari, prvotni del Visbyja je bolj ali manj obdan z mestnim obzidjem na severu, vzhodu in jugu, na zahodu pa sta staro pristanišče in Baltsko morje. Sodobnejši deli mesta se od obzidja širijo večinoma proti vzhodu in v notranjost. Ob obali južno od obzidja je sodobno pristanišče s trajektnimi terminali, južneje pa je zeleno rekreacijsko območje, imenovano Södra Hällarna. Tik znotraj severnega dela obzidja in vzdolž severne obale zunaj obzidja je več plaž: Kallbadhuset, Norderstrand, Snäckgärdsbaden (ali preprosto Snäck) in Gustavsvik.
Visby in Talin sta edini dve severnoevropski mesti, v katerih se je srednjeveški načrt mesta v celoti ohranil do danes.
Eden od asteroidov v asteroidnem pasu, 6102 Visby, je poimenovan po tem kraju.

### Podnebje
Po Köppnovi podnebni klasifikaciji ima Visby oceansko podnebje (Cfb). Zaradi tega so poletja hladnejša, zime pa milejše kot v večjem delu celinske Švedske. Vendar pa je podnebje mesta kljub svoji obmorski legi zelo pod vplivom celinskih zračnih tokov. Količina padavin je precej zmerna, zlasti za oceansko podnebje, in relativno konstantna skozi vse leto. Visby je eno najbolj sončnih mest na Švedskem in v nordijskih državah, zlasti poleti.

## Znamenitosti in dogodki
V prvem tednu julija je Visby prizorišče Tedna Almedalen, pomembnega foruma za vse, ki so vpleteni v švedsko politiko. Med tednom predstavniki glavnih političnih strank na Švedskem izmenično govorijo v parku Almedalen.
Avgusta je turistična sezona na vrhuncu. V 32. tednu, od nedelje do nedelje, poteka na Gotlandu letni Srednjeveški teden. V tem tednu je med ljudmi, oblečenimi v srednjeveške kostume, več turistov, ki so običajno oblečeni. Festival se je začel leta 1984 in obsega različne dogodke, vključno z glasbo, norčki, gledališčem, srednjeveško tržnico in turnirji v viteških igrah.
Sedež Svetovnega ekološkega foruma je v Visbyju.
V Visbyju sta Baltski center za pisatelje in prevajalce ter Mednarodni center za skladatelje Visby.